# Kliding

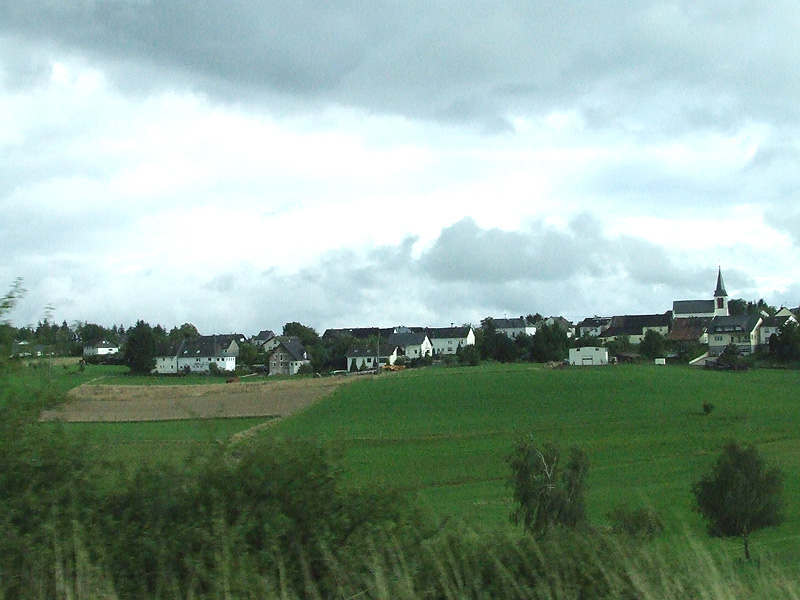
Blick auf Kliding

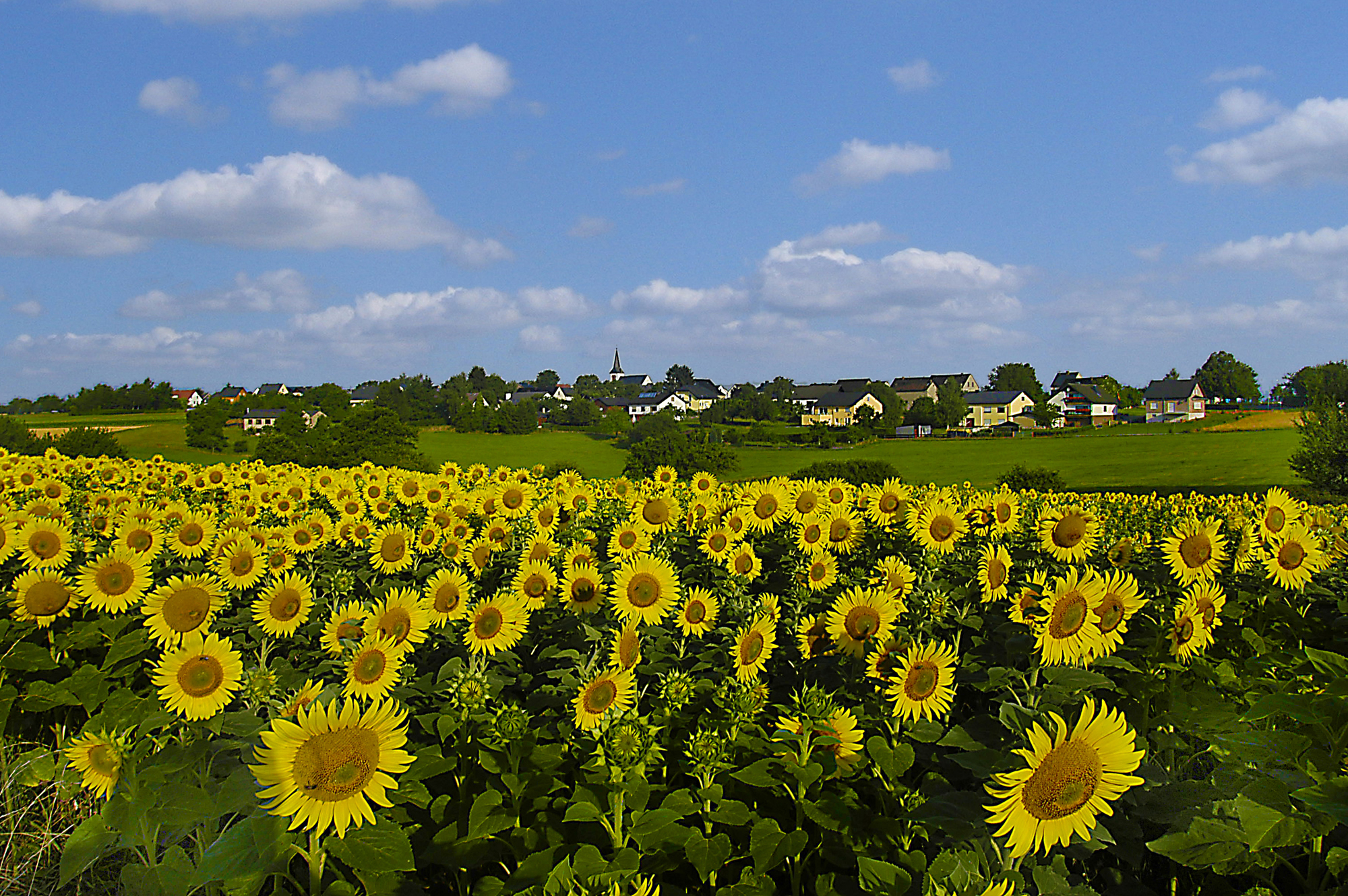
Ortsansicht von Kliding

Kliding ist eine Ortsgemeinde im Landkreis Cochem-Zell in Rheinland-Pfalz. Sie gehört der Verbandsgemeinde Ulmen an.

## Geographie

### Lage
Kliding liegt in der Vulkaneifel in 7 km Entfernung zur Mosel. Es grenzt (im Uhrzeigersinn) an die Ortsgemeinden Urschmitt, Bremm, Beuren, Bad Bertrich und Lutzerath.
Ende der 1960er Jahre plante RWE das große Pumpspeicherwerk Bremm. Dessen sechs Kilometer langer Obersee im unmittelbar westlich gelegenen Erdenbachtal und der kleinere Untersee im östlichen Ellerbachtal hätten den Höhenzug mit Urschmitt, Kliding und Beuren im Verlauf der Landesstraße 106 in markanter Weise zu beiden Seiten begrenzt.

### Klima
Der Jahresniederschlag beträgt 768 mm.

## Geschichte
1360 findet sich die erste urkundliche Erwähnung als Lehngut der Witwe des Dietrich, Herrn zu Ulmen. Die Landesherrschaft Kurtriers endet mit der Besetzung des Linken Rheinufers 1794/96 durch französische Revolutionstruppen. 1815 wurde der Ort auf dem Wiener Kongress dem Königreich Preußen zugeordnet. Urschmitt und Kliding, die eine Gemeinde bildeten, wurden im Jahr 1848 geteilt. 1869 fand die feierliche Einweihung der neuen Kapelle zu Kliding statt. Seit 1946 ist der Ort Teil des damals neu gebildeten Landes Rheinland-Pfalz.
Bevölkerungsentwicklung
Die Entwicklung der Einwohnerzahl von Kliding, die Werte von 1871 bis 1987 beruhen auf Volkszählungen:
| Jahr | Einwohner |
| ---- | --------- |
| 1815 | ~ 200     |
| 1835 | 241       |
| 1871 | 199       |
| 1905 | 253       |
| 1939 | 253       |
| 1950 | 264       |
| 1961 | 249       |

| Jahr | Einwohner |
| ---- | --------- |
| 1970 | 254       |
| 1987 | 244       |
| 1997 | 245       |
| 2005 | 213       |
| 2011 | 227       |
| 2017 | 210       |
| 2023 | 209       |

## Politik

### Bürgermeister
Gerhard Müller ist Ortsbürgermeister von Kliding. Bei der Direktwahl am 26. Mai 2019 wurde er mit einem Stimmenanteil von 87,32 % für weitere fünf Jahre in seinem Amt bestätigt. Er wurde im Juni 2024 wiedergewählt.

## Kultur und Sehenswürdigkeiten

### Bauwerke
- Kirchenfenster der Filialkirche St. Wendelinus
- Dreifaltigkeitsheiligenhäuschen im Mühlweg

Siehe auch: Liste der Kulturdenkmäler in Kliding

### Naturdenkmäler
- Wasserfall (auch Schießlay genannt), höchster Wasserfall der Eifel.

Siehe auch: Liste der Naturdenkmale in Kliding

## Persönlichkeiten
- Jürgen Klauke (* 1943), Künstler